# مينة آيت حمو
مينة أيت حمو (من مواليد 18 يوليو 1978 في القنيطرة) هي عداءة مغربية متخصصة في في سباق 800 متر. أفضل توقيت شخصي لها هو 1:57.82 دقيقة، حققته في يوليو 2003 في روما.
تلقت عقوبة الإيقاف لمدة عام من المنافسة في عام 2008 بعد غيابها عن ثلاثة اختبارات

## روابط خارجية
- مينة آيت حمو على موقع الاتحاد الدولي لألعاب القوى (الإنجليزية)
- مينة آيت حمو على موقع اللجنة الأولمبية الدولية (الإنجليزية)
- مينة آيت حمو على موقع أوليمبيديا (الإنجليزية)